# Spilosoma uralensis
Spilosoma uralensis är en fjärilsart som beskrevs av Arnold Spuler 1906. Spilosoma uralensis ingår i släktet Spilosoma och familjen björnspinnare. Inga underarter finns listade i Catalogue of Life.